# Sacrum de Tequixquiac
Le sacrum de Tequixquiac (ou os de sacrum de Tequixquiac) est une sculpture préhistorique paléoindienne sculptée dans un os de camélidé et datée de la fin du Pléistocène supérieur. Il a été trouvé au Mexique en 1870.

## Historique
Le sacrum de Tequixquiac a été découvert en 1870 à Tequixquiac, dans l'État de Mexico, au Mexique, par le géologue et botaniste mexicain Mariano de la Bárcena (en),. Il est resté dans une collection privée de 1895 à 1956.

## Datation
La sculpture est datée entre 14000 et 7000 av. J.-C.. Elle est considérée comme l'une des premières œuvres artistiques du continent américain,. 

## Interprétation
Même si l'usage originel du sacrum reste inconnu, il est supposé qu'il possédait une valeur religieuse. Cet hypothèse est soutenue par le culte que vouaient les cultures mésoaméricaines plus tard.   

## Analyse
Le sculpteur appartenait probablement aux tribus nomades de chasseurs cueilleurs dont la présence a été mise en évidence par la découverte d'autres fossiles dans la région de Tequixquiac.
Ces tribus chassaient de grands mammifères (bisons et mammouths), ce qui suppose qu'elles possédaient des outils et armes développés. Cette affirmation peut-être soutenue quand Bárcena explique que le sculpteur s'est sans doute servi d'un outil affûté pour tailler les trous dans l'os. 

## Conservation
Cet artéfact est conservé au musée national d'anthropologie de Mexico.